# Rémifentanil
Le rémifentanil est un opioïde qui possède une action analgésique ultra-courte. Il est utilisé uniquement en anesthésie et en réanimation. Il est commercialisé sous forme de chlorhydrate de rémifentanil (Ultiva).
Sa durée d'action extrêmement brève, qui en fait un agent de choix pour l'anesthésie de courte durée, impose de l'administrer en perfusion intraveineuse continue à la seringue électrique. Il permet d'autre part de réaliser des anesthésies générales balancées faiblement dosées en hypnotiques.